# Elephantopus elatus

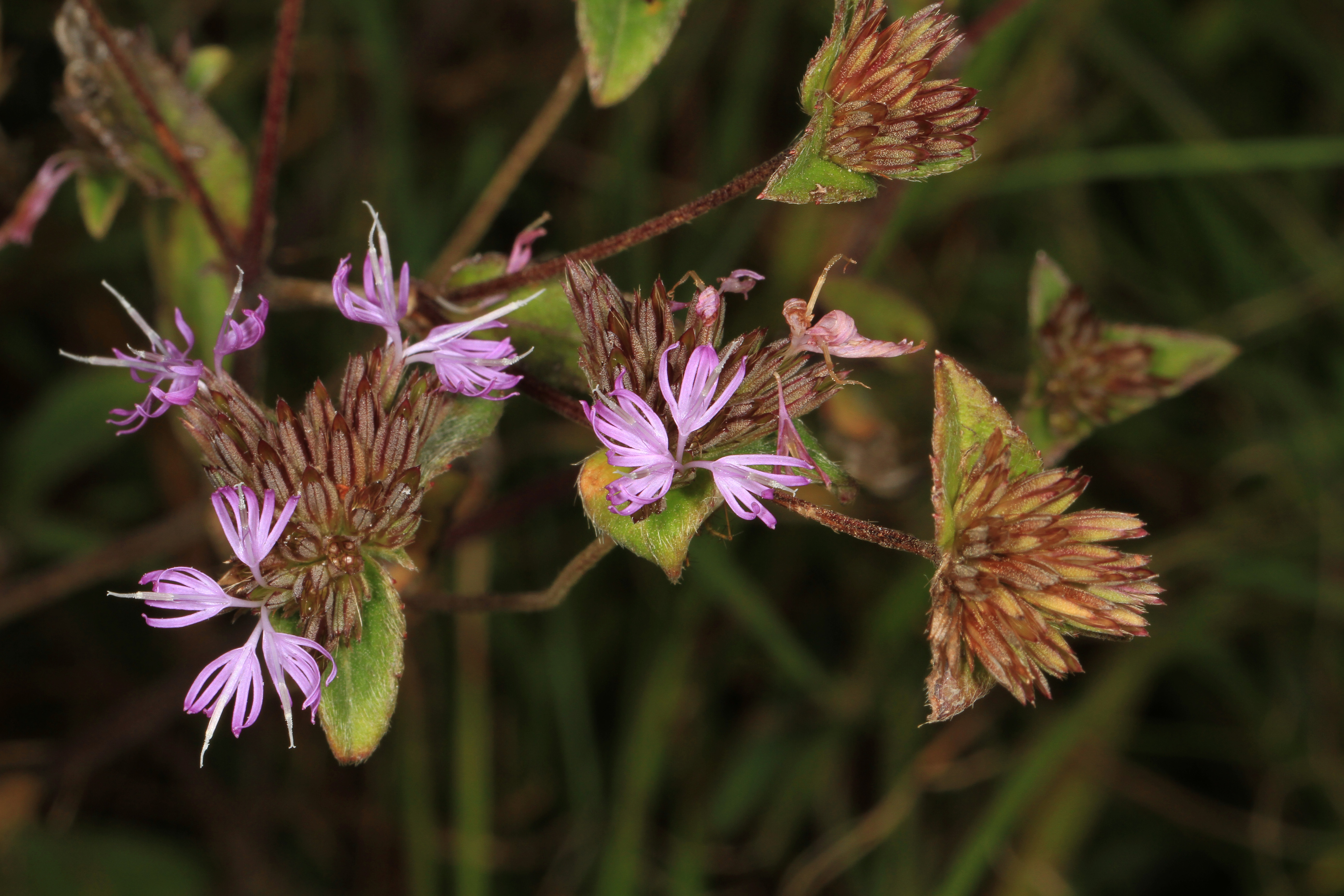
Pata de elefante alta (Elephantopus elatus), en Refugio Nacional de Vida Silvestre Carolina Sandhills, McBee, Carolina del Sur, EEUU

Elephantopus elatus es una especie de planta fanerógama de la familia de las asteráceas.

## Distribución
Es nativa del sudeste de Estados Unidos desde el este de Louisiana a Carolina del Sur.

## Descripción
Elephantopus elatus es una planta perenne herbácea que alcanza un tamaño de hasta 70 cm de altura. Las hojas son oblanceoladas, de hasta 20 cm  de largo, más oscura en la parte superior de lo que son en la parte inferior. La planta produce numerosas pequeñas cabezas de flores en un apretado grupo, cada cabeza contiene generalmente sólo 4-5 floretes.

## Propiedades
Elephantopus elatus contiene el principio activo elefantopina.
La elefantopina que es un germacranólido lactona sesquiterpénica que contiene dos anillos de lactona y un grupo funcional epóxido, y ha demostrado tener una actividad antitumoral.

## Taxonomía
Elephantopus elatus fue descrita por Antonio Bertoloni y publicado en Memorie della Reale Accademia delle Scienze dell' Istituto di Bologna 2: 607. 1850.
Etimología
Elephantopus: nombre genérico que deriva de las palabras griegas: 
elephantos = "elefante", y pous = "pie"; probablemente en alusión a las rosetas de grandes hojas basales.
elatus: epíteto latíno que significa "alta".
Sinonimia
- Elephantopus elatus var. elatus
- Elephantopus elatus var. intermedius Gleason	[11]